# Teenage Mutant Ninja Turtles (Arcade-Spiel)
Teenage Mutant Ninja Turtles (in Europa bekannt als Teenage Mutant Hero Turtles) ist ein Side-Scrolling Beat ’em up, welches erstmals 1989 als Arcade-Spiel durch Konami erschien und auf der ersten Zeichentrickserie beruht, die 1987 startete. Das Münzautomatenspiel wurde seinerzeit in zwei Varianten vertrieben – eine standardisierte Zwei-Spieler-Version sowie eine Deluxe-Vier-Spieler-Version. Ab 1990 folgten Portierungen auf diverse Heimkonsolen, darunter für das NES als Teenage Mutant Ninja Turtles II: The Arcade Game und die Heimcomputer Amiga, Atari ST, C64, CPC, ZX und DOS als Teenage Mutant Hero Turtles: The Coin-Op!
Eine leicht abgeänderte Version des Arcade-Spiels konnte als Bonus in Teenage Mutant Ninja Turtles 2: Battle Nexus von 2004 freigeschaltet werden. 2007 erschien durch Ubisoft zudem eine Version für Xbox Live Arcade unter dem Titel Teenage Mutant Ninja Turtles 1989: Classic Arcade.

## Story
April O'Neil, die Fernsehreporterin und Freundin der Turtles, wird von Shredder und seinen beiden Handlangern Rocksteady und Bebop entführt. Die vier Turtles Leonardo, Donatello, Raphael und Michelangelo machen sich sofort auf den Weg, sie zu befreien. Dabei müssen sie sich durch Horden von Foot-Gangs und Erzfeinden kämpfen, darunter der verrückte Wissenschaftler Baxter Stockman, das Alien-Gehirn Krang und schließlich Shredder selbst. Die Handlung führt die Turtles von New York City bis hin zu Dimension X, wo sie sich dem Entführer im Technodrome stellen.

## Gameplay
Bis zu vier Spieler (zwei in den Heimversionen) wählen einen der vier Turtles als Spielfigur aus. Während Raphael und Michelangelo schnelle Angriffe auf kurzer Distanz ausführen, besitzt Donatello eine größere Reichweite mit langsameren Attacken und Leonardo einen ausgeglichenen Mittelwert aus Schnelligkeit und Wirkungsbereich.

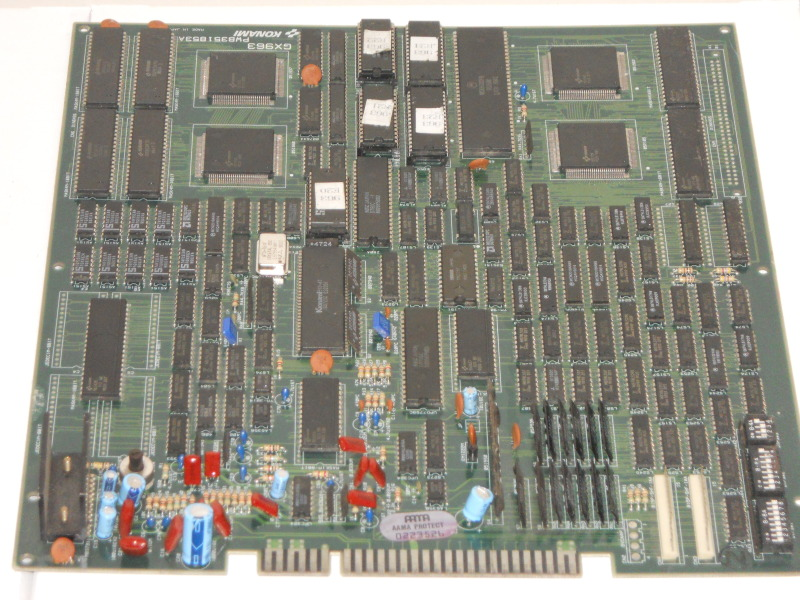
Spielplatine des Arcade-Spiels

Der Steuerungsumfang beinhaltet den Joystick zur Bewegung in acht Richtungen, ein Button führt einen Sprung aus und ein weiterer lässt den Charakter mit seiner Waffe angreifen. Dazu ist es möglich, durch bestimmte Tastenkombinationen besondere Aktionen auszuführen. Auf diese Weise können Gegner kopfüber geworfen und durch das Drücken beider Buttons eine Spezialattacke vollzogen werden. Infolgedessen rutscht Raphael über den Boden zu seinem Gegner, gefolgt von einem Tritt, während die drei übrigen Turtles eine weitreichende Sprungattacke durchführen.
In manchen Arealen bzw. Levelabschnitten ist es zudem möglich, an Leitern und Wänden hinaufzuklettern.
Gegner können schneller besiegt werden, indem man sie gegen Wände oder solide Objekte und Gegenstände wirft. Dabei kann man mit vielen Levelobjekten wie Hydranten, Leitkegeln, Parkuhren oder Ölfässern interagieren und unter anderem Explosionen auslösen, die mehrere Gegner erfassen. Zu den Standardgegnern zählen die Foot-Soldiers, die – je nach ihrer mitgeführten Waffe – andere Farben tragen.
Die violett angezogenen Gegner sind in der Lage, den Spieler von hinten festzuhalten, womit sie ihm Lebensenergie entziehen und zugänglicher für Angriffe weiterer Gegner machen. Zu den Endgegnern des Spiels zählen Rocksteady und Bebop, Baxter Stockman, Lieutenant Granitor, General Traag, Tora und Shogun (nur in der NES-Version), Krang und schließlich Shredder.
Die Attract-Mode der Arcade-Version zeigte einen Teil der Zeichentrick-Eröffnungssequenz und wurde mit dem Titelsong gleicher Serie untermalt.

## Levelumgebungen
- Scene 1: Fire! We gotta get April out !!

Das Spiel startet in einem brennenden Hochhaus, in dem die Turtles versuchen, April aus ihrem Apartment zu retten. Rocksteady ist der Endgegner dieses Levels.
- Scene 2: C’mon after that Shredder Creep !!

Dieses Level besteht aus zwei Spielabschnitten. Auf den Straßen New Yorks kämpft sich der Spieler bis zu Bebop, dem ersten Boss des Levels, und landet dann in der Kanalisation.
Am Ende dieser wartet Baxter Stockman, der zweite Endgegner, in einem Flugschiff.
- Scene 3: Let’s melt Snow and rebuild N.Y. City (NES-exklusives Level)

Der erste Teil dieser Stage besteht aus einem Schneefeld, welches nur in der NES-Version präsent ist. Der Endgegner Tora wurde hierfür implementiert. Der zweite Abschnitt bildet das eigentliche dritte Level der Arcade-Version.
Auf einem Parkplatz tritt der Spieler am Ende gegen Rocksteady und Bebop gemeinsam an (ersetzt durch Baxter Stockmans mutierte Fliegenform in der NES-Version).
- Scene 4: Let’s get to that Secret Factory !!

Eine weitere Zusammenfassung zweier Level des Arcade-Spiels, die keine Endgegner beinhaltet. Es führt den Spieler über einen Highway, gefolgt von einem Skateboard-Trip über diesen.
- Scene 5: C’mon let’s bust this Joint !!

Der Weg führt die Turtles zur geheimen Fabrik, in der ihr Meister Splinter gefangen genommen wird. Es gilt ihn zu befreien, indem Lieutenant Granitor besiegt wird.
- Scene 6: Let’s defeat the Enemy’s Ninja Magic !! (NES-exklusives Level)

Ein Fahrstuhl führt von der Fabrik aus in ein hochgelegenes Dōjō. Der von Shredder angeheuerte Kopfgeldjäger Shogun aus der Dimension X besetzt den Platz des Endgegners am Ende dieses Levels.
- Scene 7: We gotta find the Technodrome !!

Das letzte Level startet zunächst in Shredders Basis, dem Technodrome, und umfasst insgesamt drei Endgegner. Zuerst stellt sich der Rock Soldier General Traag den Turtles in den Weg. Unmittelbar nach dem Sieg folgt ein Kampf gegen Super Krang und schließlich gegen Shredder. Infolgedessen explodiert der Technodrome und die Turtles kehren heim.

## Portierungen

### Nintendo Entertainment System
Das Spiel wurde 1990 auf das Nintendo Entertainment System als Teenage Mutant Ninja Turtles II: The Arcade Game portiert, um es von dem vorher erschienenen NES-Titel Teenage Mutant Ninja Turtles abzugrenzen und eine korrekte Reihenfolge zu gewährleisten. Der Originaltitel der Famicom-Version blieb allerdings erhalten, da das erste Spiel unter dem Namen Geki Kame Ninja Den (激亀忍者伝, „Fierce Turtle Ninja Legend“) veröffentlicht wurde. Bei der Erstveröffentlichung in Deutschland betrug der Preis ca. 130 DM.

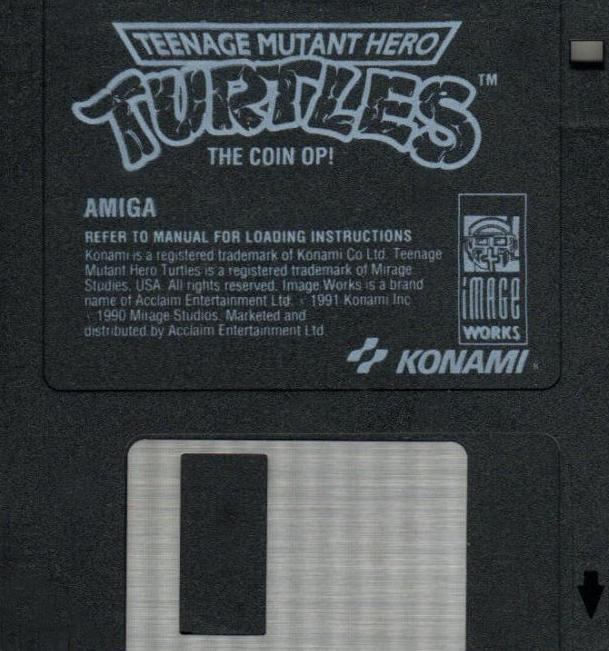
3,5″-Amiga-Spieldiskette von Teenage Mutant Hero Turtles: The Coin-Op!

Im Gegensatz zur Arcade-Version bot die NES-Variante zwei neue Level, die mit einzig für dieses Spiel entworfenen Endgegnern ausgestattet wurden – darunter Tora und Shogun. Zudem wurden viele der aus dem Arcade-Spiel übernommenen Level um Spielelemente und -abschnitte erweitert sowie teilweise verändert. So kämpft man am Ende des dritten Levels nicht mehr gegen das Duo bestehend aus Rocksteady und Bebop, sondern gegen die mutierte Fliegenform von Baxter Stockman.
Das Spiel beinhaltet zudem neben dem Menüpunkt in den Optionen einen automatischen, variablen Schwierigkeitsgrad, der sich durch bestimmte Bedingungen verändert. Abhängig von der Spielweise und der Anzahl der spielenden Personen, verringert sich die Anzahl der Gegner sowie die Lebensenergie einiger Endgegner. Ein Spieler, der wenig bis keine Leben verliert, muss sich folglich stetig mehreren Gegnern stellen und mit stärkeren Endbossen fertigwerden.

### Heimcomputer
Durch Image Works folgten 1992 Portierungen für die Heimcomputer Amiga, Atari ST, C64, Amstrad CPC und Sinclair ZX Spectrum. Der Titel des Spiels wurde dabei in Teenage Mutant Hero Turtles: The Coin-Op! umbenannt. Diese Versionen verzichteten auf die Extrainhalte hinsichtlich Level und Endgegnern der NES-Version, womit es gänzlich als Portierung des originalen Arcade-Spiels anzusehen ist.

### Xbox Live Arcade
Eine Xbox-Live-Arcade-Version erschien am 14. März 2007 in Japan, Europa und den USA als Teenage Mutant Ninja Turtles 1989: Classic Arcade, entwickelt von Digital Eclipse und veröffentlicht von Ubisoft. Das Spiel ist seitdem für 400 Microsoft-Punkte im Xbox Live Marktplatz zu erwerben. Hinzugefügt wurde ein plattformübliches Erfolgssystem, welches 12 Erfolge umfasst und mit dem sich bis zu 200 Gamerscorepunkte erzielen lassen. Weiterhin besteht die Möglichkeit, das Spiel Online sowie Offline mit bis zu vier Spielern zu spielen und dabei eine integrierte Sprachchat-Funktion zu nutzen.

### Teenage Mutant Ninja Turtles 2: Battle Nexus
Die originale Arcade-Version ist als freischaltbarer Bonus in Battle Nexus für PlayStation 2, Xbox und GameCube von 2004 enthalten. Trotz der Originalportierung wurde diese Version mit einem anderen Soundtrack ausgestattet und diverse Stimmproben entnommen.

## Trivia
- Die NES-Version war eines der ersten Spiele für Heimanwender, das Produktplatzierung einsetzte: Etliche im Spiel vorhandenen Wände und Schilder enthielten das Logo von Pizza Hut.
- So enthielt auch die Spielanleitung Pizza-Hut-Coupons.
- Im letzten Bosskampf benutzt Shredder unter anderem einen Anti-Mutagen-Strahl, der einen Turtle bei einem Treffer wieder in eine normale Schildkröte verwandelt. Der Spieler verliert dabei direkt ein Leben.
- Viele Aspekte der Xbox-Live-Arcade-Version sind dem Film TMNT von 2007 entnommen, darunter der Charakterauswahl-Bildschirm.
- Die Spielanleitung der ZX-Spectrum-Version wurde auf die Rückseite eines großen Turtles-Posters gedruckt. Da das Spiel über einen Kopierschutz verfügte, der die Eingabe von Codes erforderte, war es demnach nicht möglich, das Poster an die Wand zu hängen, da sich alle Codes auf dessen Rückseite befanden.[7]
- Die Endgegner Tora und Shogun wurden exklusiv für die NES-Version entworfen und tauchen sonst nirgendwo auf. Sie waren lediglich im CGI-TV-Spot des NES-Spiels zu sehen.[8]
- Im Abspann erhält der Spieler die Information, dass Shredder womöglich überlebt hat.